# Brigitte Schulte
Brigitte Schulte ehemals Traupe, geb. Brewitz (* 26. September 1943 in Treuburg, Ostpreußen) ist eine deutsche Politikerin (SPD).
Sie war von 1998 bis 2002 Parlamentarische Staatssekretärin beim Bundesminister der Verteidigung.

## Leben und Beruf
Nach dem Abitur im Jahr 1963 am Gymnasium Alfeld absolvierte Brigitte Schulte ein Studium an der Pädagogischen Hochschule Lüneburg der Fächer evangelische Theologie, Politische Wissenschaft und Allgemeine Pädagogik, welches sie 1966 mit dem Staatsexamen beendete. Anschließend war sie als Lehrerin an der Mittelpunktschule Eimbeckhausen tätig. Von 1975 bis 1976 war sie Leiterin der Orientierungsstufe Gehrden.
Brigitte Schulte ist Mitglied im Kuratorium der Hilfsorganisation CARE Deutschland.
Seit dem 5. Mai 1989 heißt sie Brigitte Schulte (vorher: Brigitte Traupe). Seit 1998 ist sie verwitwet.

## Partei
Seit 1970 ist Brigitte Schulte Mitglied der SPD.

## Abgeordnete
In den Jahren 1972 bis 1976 gehörte sie dem Kreistag des Landkreises Springe bzw. des Landkreises Hameln-Pyrmont an. Daneben war sie von 1973 bis 1976 SPD-Fraktionsvorsitzende im Stadtrat von Bad Münder am Deister.
Von 1976 bis 2005 war sie Mitglied des Deutschen Bundestages. Hier war sie von 1987 bis 1990 parlamentarische Geschäftsführerin der SPD-Bundestagsfraktion. Von 1994 bis 1998 war sie stellvertretende verteidigungspolitische Sprecherin der SPD-Fraktion und setzte sich für die Öffnung der Bundeswehr für Frauen ein.
Von 1991 bis 2005 war sie Sprecherin der Nordatlantischen Versammlung (Parlamentarische Versammlung der NATO (NATO-PV)). Hier war sie von 1993 bis 1996 Vorsitzende des Ausschusses für Zivile Angelegenheiten.
Brigitte Schulte ist im Jahr 1976 für den Wahlkreis Hameln – Springe und seitdem stets für den  Wahlkreis Hameln-Pyrmont – Holzminden als direkt gewählte Abgeordnete in den Bundestag eingezogen. Bei der vorgezogenen Neuwahl 2005 zum Deutschen Bundestag kandidierte sie nicht mehr. Ihre Nachfolgerin wurde Gabriele Lösekrug-Möller; sie verteidigte das Direktmandat für die SPD erfolgreich.

## Öffentliche Ämter
Nach der Bundestagswahl 1998 wurde sie am 27. Oktober 1998 als Parlamentarische Staatssekretärin beim Bundesminister der Verteidigung in die von Bundeskanzler Gerhard Schröder geführte Bundesregierung berufen. Nach der Bundestagswahl 2002 schied sie am 22. Oktober 2002 aus dem Amt.

## Ehrungen
- 1986: Verdienstkreuz 1. Klasse der Bundesrepublik Deutschland
- 1998: Großes Verdienstkreuz der Bundesrepublik Deutschland